# Alfonso Blanco
Alfonso Blanco (* 2. Februar 1986 in San Felipe, Yaracuy, Venezuela) ist ein venezolanischer Boxer. Er war Vize-Weltmeister der Amateure 2007 im Mittelgewicht.

## Werdegang
Alfonso Blanco begann als Jugendlicher in Caracas mit dem Boxen. Er entwickelte sich dabei sehr rasch und wurde sowohl in der Jugendkategorie als auch in allen Junioren-Altersklassen (unter 19, unter 21) venezolanischer Meister. Inzwischen ist er 1,81 m groß und boxt im Mittelgewicht (bis 75 kg Körpergewicht).
2004 wurde er in die venezolanische Nationalmannschaft der Amateurboxer aufgenommen und boxte schon 2005 bei einigen internationalen Turnieren mit gutem Erfolg. So belegte er bei der "Batalla de Carabobo" in Caracas im Weltergewicht nach Siegen über Carlos Negrón aus Puerto Rico und seinem Landsmann Albert Pirela und einer Niederlage gegen Weltmeister Erislandi Lara aus Kuba (11:19) den zweiten Platz. 2005 war er auch schon bei dem berühmten kubanischen Turnier "Giraldo Córdova Cardín" in Cienfuegos am Start. Er siegte dort über Radu Zarif aus Rumänien, unterlag aber wiederum gegen Erislandi Lara und kam damit auf den dritten Platz.
2006 schloss er das Turnier "Batalla de Carabobo" nach Siegen über Julio García aus Puerto Rico, Alexander Brand aus Kolumbien, Carlos Gongora aus Ecuador und seinen Landsmann Luis Gonzales als Turniersieger im Mittelgewicht ab. Einen großen Erfolg feierte er auch bei den Südamerikanischen Spielen 2006 in Buenos Aires. Er gewann dort das Boxturnier im Mittelgewicht mit Siegen über Alexander Brand, Ezequiel Madorna aus Argentinien und Carlos Gongora.
Im Jahre 2007 siegte Alfonso Blanco erneut bei dem Turnier "Batalla de Carabobo" im Mittelgewicht mit Siegen über Ezequiel Maderna und Luis Enrique García aus Kuba (22:18). Danach siegte er auch beim Qualifikationsturnier für die Pan Amerikanischen Spiele in Barquisimeto/Venezuela. Er schlug dort Marco Periban aus Mexiko (20:18), Shawn Porter aus den Vereinigten Staaten (21:10) und Ezequiel Maderna (18:5). Bei den Pan Amerikanischen Spielen in Rio de Janeiro siegte er im Mittelgewicht zunächst über Andrew Fermin aus Trinidad und Tobago nach Punkten (8:5), musste aber in seinem nächsten Kampf gegen Carlos Gongora eine deutliche Punktniederlage (6:20) hinnehmen und belegte deshalb nur den 5. Platz.
Zum Höhepunkt der bisherigen Laufbahn von Alfonso Blanco wurde dann die Weltmeisterschaft der Amateurboxen im November 2007 in Chicago. Er stellte sich dort in hervorragender Form vor und besiegte James DeGale aus England (28:13), Vijender Kumar aus Indien (13:8) und Darren Sutherland aus Irland (20:13) nach Punkten. Drei Boxer, die bei den Olympischen Spielen 2008 für Furore sorgen sollten, denn in diesem Jahr wurde DeGale Olympiasieger, während Vijender Kumar und Darren Sutherland Bronzemedaillen gewinnen sollten. In Chicago siegte Blanco dann noch gegen Konstantin Buga aus Deutschland (18:9) und den Olympiasieger von 2004 im Weltergewicht Baqtijar Artajew aus Kasachstan (15:7) nach Punkten. Im Finale stand er dem Titelverteidiger Matwei Korobow aus Russland gegenüber, gegen den er keine Chance hatte und klar nach Punkten verlor (4:29). Der Gewinn der WM-Silbermedaille war aber ein großer Erfolg für Alfonso Blanco.
2008 konzentrierte sich Alfonso Blanco ganz auf seinen Start bei den Olympischen Spielen in Peking. In Peking siegte er in der ersten Runde über Argenis Casimiro Núñez aus der Dominikanischen Republik, verlor aber im Viertelfinale gegen Darren Sutherland, den er in Chicago noch geschlagen hatte, klar nach Punkten (1:11) und verpasste damit knapp eine Medaille.
Im Juni 2009 gewann Blanco erneut das Turnier Batalla de Carabobo durch einen Finalsieg über den Olympiazweiten von Peking, den Kubaner Emilio Correa.
Bei den Box-Weltmeisterschaften der Amateure 2009 in Mailand gewann Blanco eine Bronzemedaille. Nach Siegen über den Haitianer Arnaud Sony junior, den Kongolesen Henry Biembe, den Serben Nikola Jovanovic und den Chinesen Zhang Jianting verlor er seinen Halbfinalkampf gegen den Armenier Andranik Hakobjan, der im anschließenden Finale dem Usbeken Abbos Atoyev unterlag.
Seit September 2010 ist Alfonso Blanco Profiboxer. Er bestritt bisher (Stand Juli 2011) sechs Kämpfe, die alle gewann.

## Internationale Erfolge
(OS = Olympische Spiele, WM = Weltmeisterschaft, We = Weltergewicht, Mi = Mittelgewicht, bis 69 kg bzw. 75 kg Körpergewicht)
- 2005, 2. Platz, "Batalla de Carabobo" in Caracas, We, hinter Erislandi Lara, Kuba;
- 2005, 3. Platz, "Giraldo Córdova Cardín"-Memorial in Cienfuegos, We, nach Niederlage gegen Erislandi Lara;
- 2006, 1. Platz, "Batalla de Carabobo" in Caracas, Mi, vor Luis González, Venezuela u. Carlos Gongora, Ecuador;
- 2006, 1. Platz, Südamerikanische Spiele in Buenos Aires, Mi, vor Carlos Gongora u. Ezequiel Maderna, Argentinien;
- 2007, 1. Platz, "Batalla de Carabobo" in Caracas, Mi, vor Luis Enrique García, Kuba u. Ezequiel Maderna;
- 2007, 1. Platz, Qualifikations-Turnier für die Pan Amerik. Spiele in Barquisimeto/Venezuela, Mi, vor Ezequiel Maderno u. Shawn Porter, USA;
- 2007, 5. Platz, Panamerikanische Spiele in Rio de Janeiro, Mi, nach Niederlage gegen Carlos Gongora;
- 2007, 2. Platz, WM in Chicago, Mi, hinter Matwei Korobow, Russland und vor Baqtijar Artajew, Kasachstan u. Sergej Derewjantschenko, Ukraine;
- 2008, 5. Platz, OS in Peking, Mi, hinter James DeGale, England, Emilio Correa, Kuba, Vijender Kumar, Indien u. Darren Sutherland, Irland;
- 2009, 3. Platz, WM in Mailand, Mi, hinter Abbos Atoyev, Usbekistan, und Andranik Hakobjan, Armenien.

## Venezolanische Meisterschaft
- 2007, Finale, Mi, Abbruchsieger über Jose Hernandez